# Große Synagoge (Olyka)

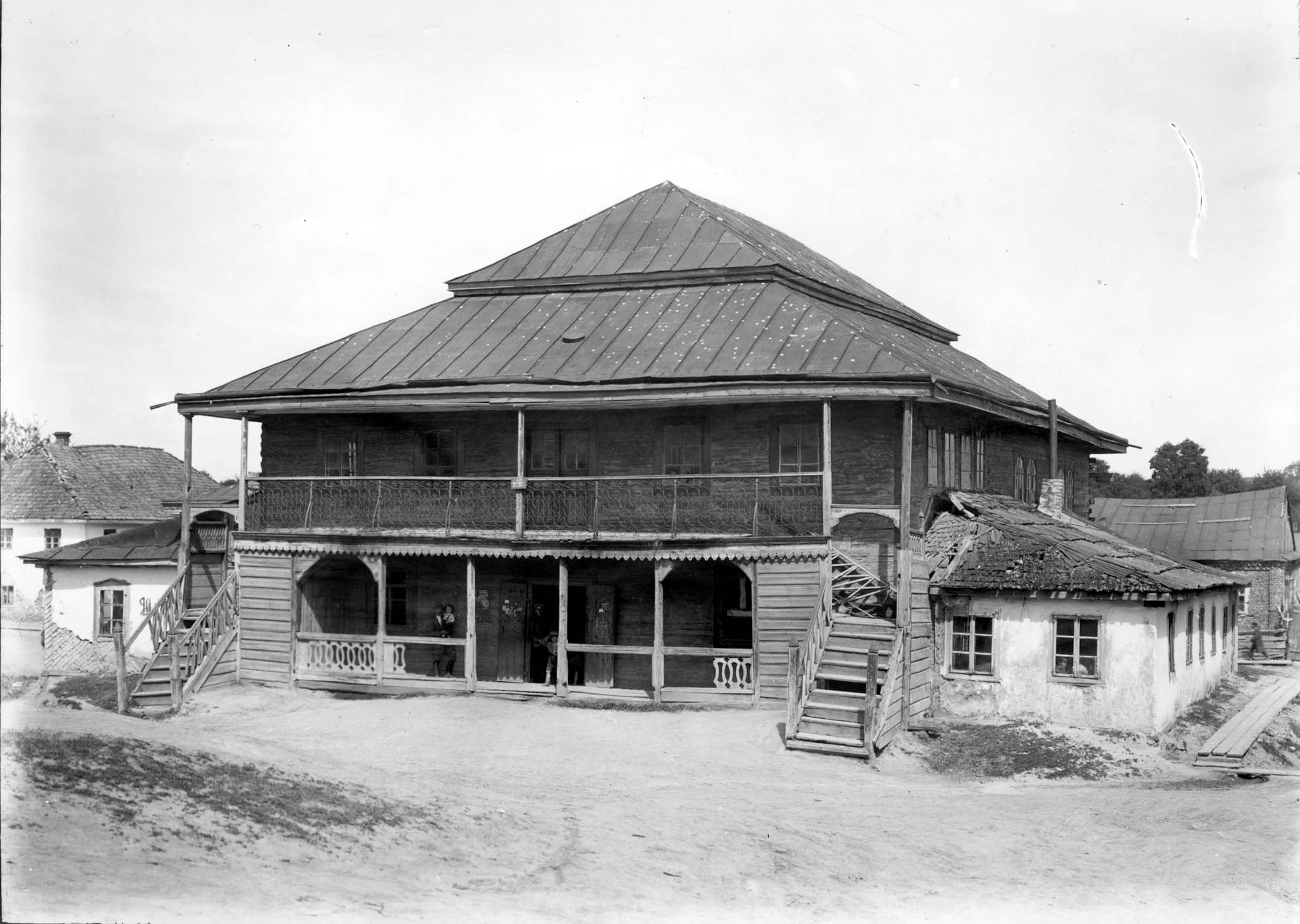
Die Synagoge 1925

Die Große Synagoge in Olyka, einer Stadt in der ukrainischen Oblast Wolyn wurde gegen Ende des 19. Jahrhunderts erbaut und im Verlauf des Zweiten Weltkriegs zerstört.

## Geschichte
Ein Stadtplan von Olyka aus dem letzten Jahrzehnt des 18. Jahrhunderts zeigt bereits ein Synagogengebäude. Bei zwei großen Stadtbränden 1803 und 1823 wurde dieses wahrscheinlich auch beschädigt.
Ein Gemälde von Napoleon Orda aus dem Jahr 1874 zeigt eine Synagoge. Vermutlich wurde diese kurz danach ebenfalls von einem Feuer zerstört und durch die neue Große Synagoge ersetzt. Eine Plakette mit der Jahresangabe 1879 weist daher wahrscheinlich auf das Jahr der Fertigstellung hin.
Nach dem deutschen Überfall auf die Sowjetunion wurde im Ort ein Getto eingerichtet. Die Bewohner wurden am 29. Juli 1942 ermordet. Zu diesem Zeitpunkt stand die Synagoge noch, jedoch überstand sie den Krieg nicht.

## Architektur
Der nahezu quadratischen Haupthalle war im Westen das Vestibül vorgelagert. Über diesem befanden sich eine Empore für den Chor (die etwas in die Haupthalle hineinragte), und dahinter (durch eine Wand abgetrennt) die Frauenräume. Davor befand sich eine zweistöckige Galerie mit gleicher Höhe. Treppen rechts und links der Galerie führten zum ersten Stockwerk und von dort zu den Frauenräumen. Entlang den Seitenwänden waren eingeschossige Anbauten. Die Galerie war durch Stützbalken in der unteren Ebene in sieben und in der oberen Ebene in vier Felder unterteilt.
Die Haupthalle hatte im Süden (und wahrscheinlich auch im Norden und Osten) je zwei paarweise Fenster. Im Inneren wurde die Decke durch vier Holzpfeiler gestützt, die sie in neun Felder unterteilte.
Ein zweistufiges Walmdach überdeckte das gesamte Gebäude (Haupthalle, Vestibül, Galerie). Die Dächer der Anbauten im Süden und Norden lehnten sich an die Wände des Synagogengebäudes an.

## Inneres

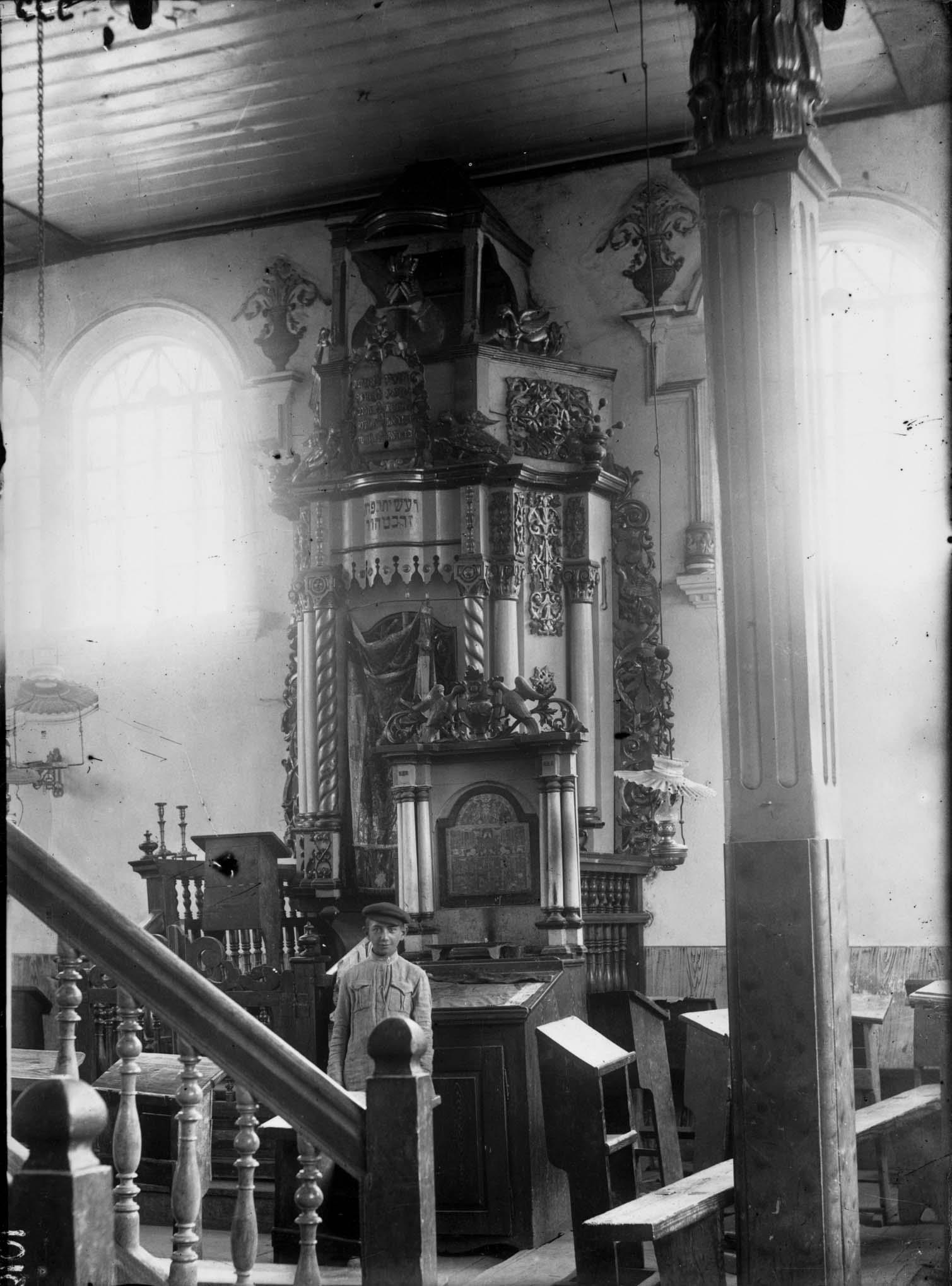
Toraschrein

Die Bima war ein achteckiges Podium mit einer nach oben offenen Kuppel, das von einer Balustrade umgeben war. Sie stand zwischen den Säulen, die die Decke stützten.
Der Toraschrein hatte die Form eines aus der Wand herausragenden Schrankes mit Säulen und Blumenmotiven an den Seitenwänden. Darüber befanden sich die Gesetzestafeln. Segnende Hände und Greifvögel schlossen ihn nach oben ab.